# Orde van de Oversteek van de Andes
De Orde van de Oversteek van de Andes (Spaans: "Orden Paso de los Andes") is een orde van verdienste van Venezuela.
De orde die een enkele graad heeft herinnert aan de oversteek van de Andes door het rebellenleger dat de Spaanse koloniale macht verjoeg. Het versiersel van de orde is een ronde gouden medaille aan een geel lint met drie smalle verticale zwarte strepen.